# Olean (Pheromon)
Olean ist als Naturstoff eine organisch-chemische Verbindung mit einer spiro-Struktur und ein Vollacetal. 

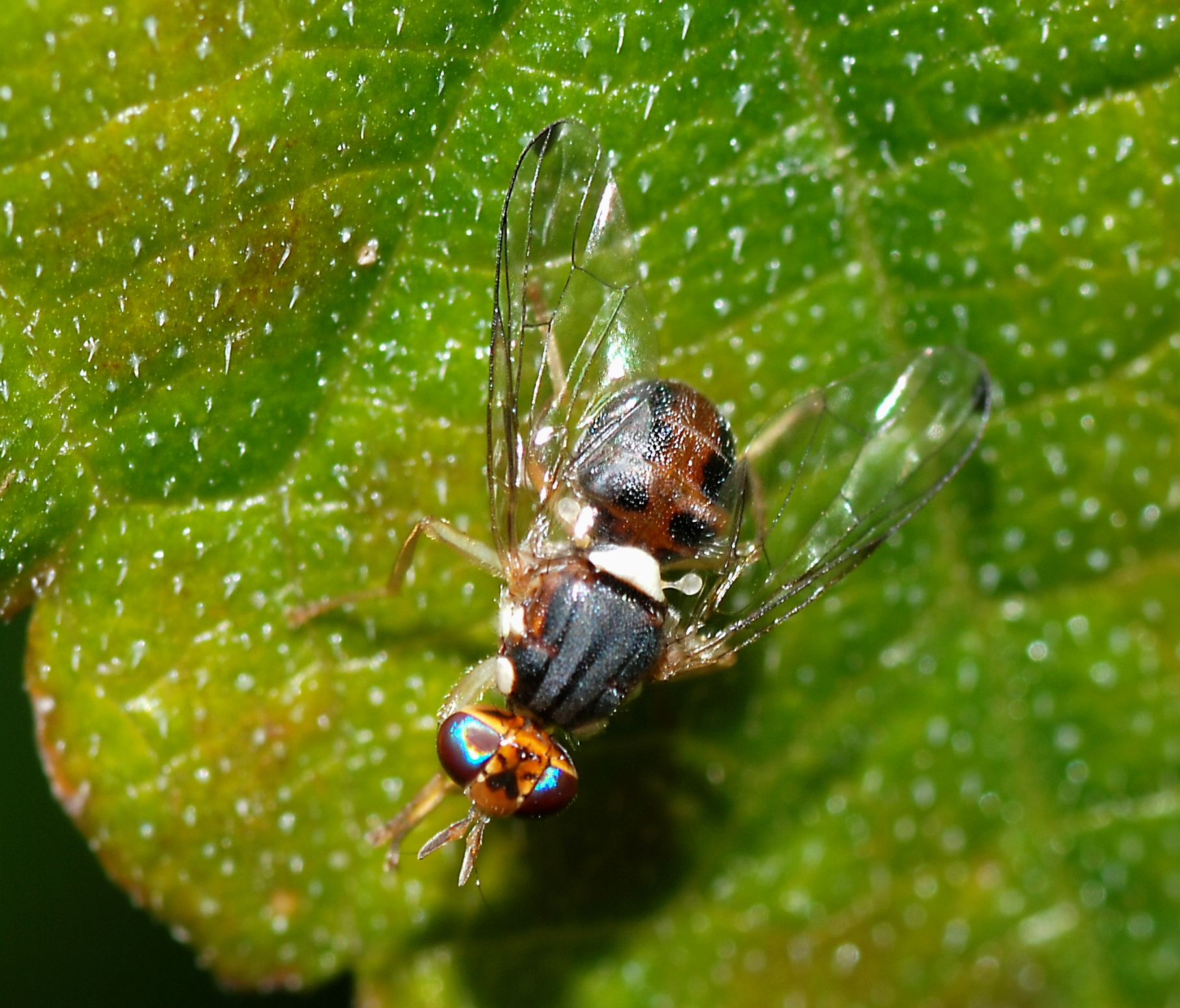
Olivenfruchtfliege (Bactrocera oleae L.)

Es ist ein Sexualpheromon der Olivenfruchtfliege (Bactrocera oleae L.) und kommt in zwei einander enantiomeren Formen vor, dem (R)-Olean und dem (S)-Olean. Das (R)-Enantiomere wirkt auf Männchen, während das spiegelbildliche (S)-Enantiomere bei diesen unwirksam ist. Das Weibchen produziert das Racemat [1:1-Gemisch aus (R)-Olean und (S)-Olean], spricht auf beide an und stimuliert sich damit auch selbst.
In vitro lässt sich Olean durch Spiroacetalisierung von Dihydropyran-Derivaten herstellen. Eine asymmetrische Synthese gelingt durch den Einsatz von chiralen Brønsted-Säuren.